# Réseau de résistance
Pour les articles homonymes, voir Réseau (homonymie).
Le Réseau de résistance est un mouvement révolutionnaire québécois éphémère qui a précédé le Front de libération du Québec et succédé au Comité de libération nationale. C'est au sein de ce groupe que les fondateurs du FLQ Raymond Villeneuve, Gabriel Hudon et Georges Schoeters se sont rencontrés.

## Histoire
Le groupe fut fondé en novembre 1962 dans le cartier Côte-des-Neiges à Montréal par 24 membres du Rassemblement pour l'indépendance nationale (R.I.N.) lors d'une réunion au domicile du nouveau président de l'exécutif régional de Montréal Rodrigue Guité.
Une première action est organisée à Saint-Sauveur le dimanche suivant la première réunion. Des membres du groupe ont peinturer des affiches unilingues anglaises avec des "Québec libre" et jetés à la poubelle plusieurs Red Ensign et drapeau du Royaume-Uni.
Certains ont décidé de passer à des actions plus radicales. Une petite gare du Canadien National fut incendiée à Saint-Laurent, une station d'attente fut aussi brûlée à Mont-Royal. Deux jours plus tard, trois camions de la même compagnie furent brûlés. Ces opérations visaient Donald Gordon, le président du Canadien National, qui avait affirmé que les francophones étaient trop incompétents pour siéger au conseil d'administration du CN. [réf. nécessaire]
Le 23 février, un cocktail Molotov est jeté dans une fenêtre du poste de radio de langue anglaise CKGM de Montréal. Le RR revendique l'attentat,,. Cette action sera la dernière, certains croyant le groupe infiltré par un agent provocateur. À la suite de la réception d'une lettre destinée aux membres du Réseau qui affirme : « si vous ne cessez pas vos activités, la police s'en chargera... ». Hudon, Villeneuve et Schoeters se retirent du mouvement pour fonder le Front de libération du Québec.

## Livres sur le sujet
Peu de livres traitent du sujet.
- Louis Fournier. FLQ. Histoire d'un mouvement clandestin. Montréal. Éditions Lanctôt. 1997.
- Gabriel Hudon. Ce n'était qu'un début. Ou la petite histoire du FLQ. Montréal. Parti Pris. 1977.